# カウベル

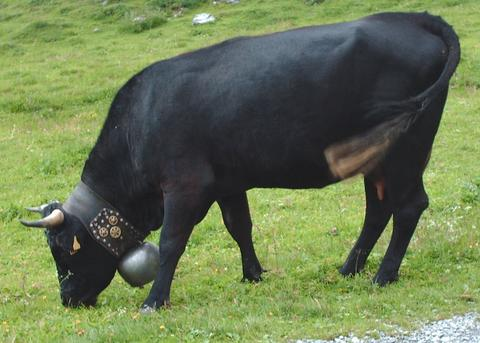
カウベルを装着した牛

カウベル（英: cowbell）は、牛 (cow) などの放牧されている家畜の首に付け、見失わないようにするための金属製の鐘鈴 (bell) のことである。また、楽器としても使われる。馬の馬具として馬鈴（馬鐸）、ラクダにつける駝鈴などもある。

## 概要
アルプス山脈一帯の国々の酪農に用いられてきた。形状は、ややつぶれた半球形であり、中は空洞で、口はややつぼまっている。自由に動く金属の舌が付いていて、カウベルが揺れるとこの舌が球を内側から叩いて音を発する。家畜が動くとカウベルが鳴るので、放牧を行う際には音色を頼りに家畜の所在を把握する。
ヤギ、トナカイ、ヒツジなど放牧動物の群れを追跡するために使用される。放牧者の中では、鐘の異音が捕食者を怖がらせると信じて付ける人もいるが、研究では逆に音が鳴る場所に捕食対象がいると学習した捕食動物を誘引するという研究結果も出されている。

## 歴史
最初期の考古学的証拠は、中国の紀元前3千年紀から5000年以上前の遺跡から陶器製の物が発見されている。西アジアでは、紀元前1000年に見られるようになった。
2015年に発表された研究によると、音の大きい鐘を三日以上付けた牛には給餌、反芻、横になる時間が少なくなる傾向がみられた。
2015年、ポルトガルのカウベル製造技術がユネスコの無形文化遺産に登録された。

## 楽器として

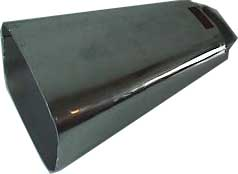
中の舌を持たないタイプのカウベル（楽器）

楽器として用いる場合には、そのまま用いる場合と、改良して用いる場合がある。いずれも、打楽器、体鳴楽器に分類される。
- 中の舌をなくし形も四角く角張らせ、口がつぼまるよりもむしろ開口部が広くなったような形をしたものが、特にラテン音楽で多用される。この楽器は、手に持つか専用のホルダーに固定し、木製のばち（スティック）などで叩いて音を出す。いくつかの異なる大きさのものを並べて使用する場合がある。手に持つかホルダーに固定するかによって音色は異なり、手に持つ場合は持ち方によって音色を変えることができる。また、ばちの材質を変えることによっても音色を変えることができる。
- 家畜用の形のまま、音の高さがはっきりとわかるように調律したものがある。
- スイスカウベルと呼ばれる真鍮製の円錐形のものは、通常のカウベルよりも残響が長く、また独特の倍音による音色を持っている。
- マーラーの「交響曲第6番」は、カウベルが楽器として使用されている代表的な楽曲の一つである。

## 牛以外の動物での使用例
馬、トナカイ
馬鈴（ばれい）、馬鐸（ばたく）は、飾り立てた馬、飾り馬の胸繋に付けられる馬具である。日本では古墳時代後期から発見されているが、中国では先の歴史の項目でもあるように紀元前から家畜に付けられていた様子が確認されている。ヨーロッパでは馬車を曳く馬や馬車自体にも付けられ、他の馬車に位置を知らせるのに装備された。
サンタがそりに乗って登場するようなクリスマスソング曲にはスレイベル(ジングルベル、そりの鈴)が使用される。このスレイベルも馬車や馬橇が視界が狭まる雨や吹雪の中でも自分の位置を知らせるためのものである。
ラクダ
砂漠を渡るキャラバンを組む動物として、乾燥に強いラクダ（駱駝）が使われた。このラクダの首に下げられたのが、中国語で駝鈴（繁体字: 駝鈴、簡体字: 驼铃）と呼ばれるものである。この駝鈴には 叮鈴 と 咚鈴 の二種類がある。 叮鈴は、キャラバン最後尾のラクダに付けることで、ロープが切れるなどのトラブルが起きた時に、別行動となったラクダを発見できるようになっている。咚鈴は荷物に付けられるもので、荷崩れした時に鳴るようになっている。
猫
猫が迷子にならないように付けられる。ネズミたちが襲われる前に猫がわかるように首輪に鈴をつける案が出るが、誰がその役になるか議論をする寓話『ネズミの相談』があるが、ネズミ用に付けるわけではない。

## その他
プロレスの試合形式の一つであるテキサス・ブルロープ・デスマッチでは、カウベルが付いたブルロープを両選手の腕に結びつけて試合が行われ、ブルロープ及びカウベルは凶器として使用されるのが一般的である。
ウィンタースポーツ（スキーのアルペン競技やボブスレー競技など）においてコース付近でスイスなどの観客が競技者を応援する際に用いることがある。
MLBタンパベイ・レイズの本拠地球場であるフロリダ州トロピカーナ・フィールドでは、カウベルを鳴らしてレイズを応援するのが恒例となっている。